# Le peuple de l'herbe
Le peuple de l'herbe is een groep bestaande uit DJ Pee, DJ Psychostick, DJ Stani, N'Zeng en Spagg die elektronische muziek, reggae en hiphop maakt. De groep ontstond rond 1997 in Lyon, Frankrijk

## Bezetting

### Huidige leden
- Dj Pee
- Psychostick
- N'Zeng
- JC 001
- Sir Jean
- Spagg
- Kreez "Dark Fader" (Chris Rochon)

### Reguliere leden
- Lud (Ludwig Blanchon)
- Dr Seb (Sebastien Martinan)
- Laurent Fouqueray

### Oud-leden
- Dj Stani

## Discografie
- Triple Zero (2000)
- P.H. Test/Two (2002)
- Sold Out (2004)
- Cube (2005)
- Radio Blood Money (2007)
- Tilt (2009)
- A Matter Of Time (2012)

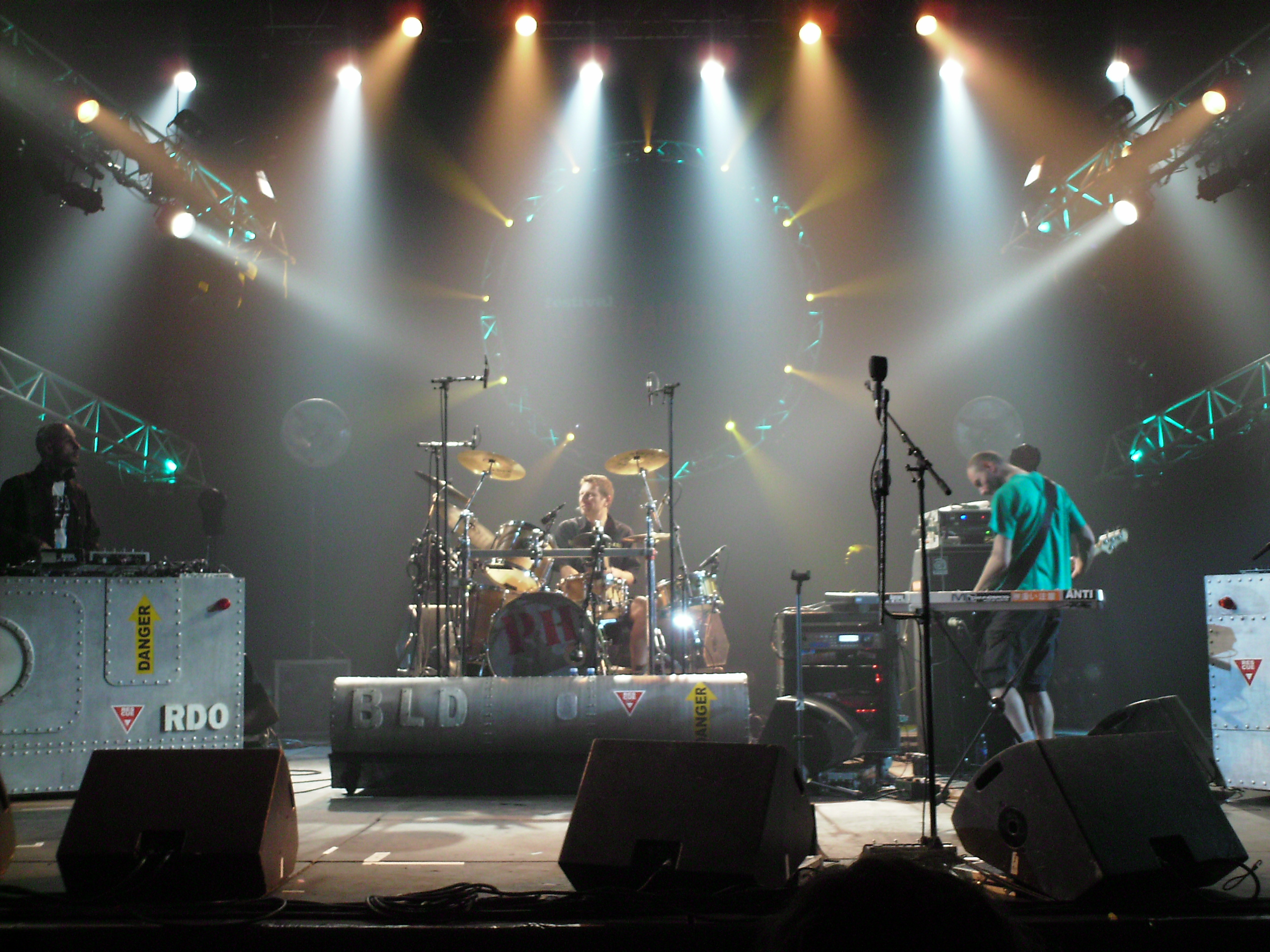
Dj Pee, Psychostick en Spagg.
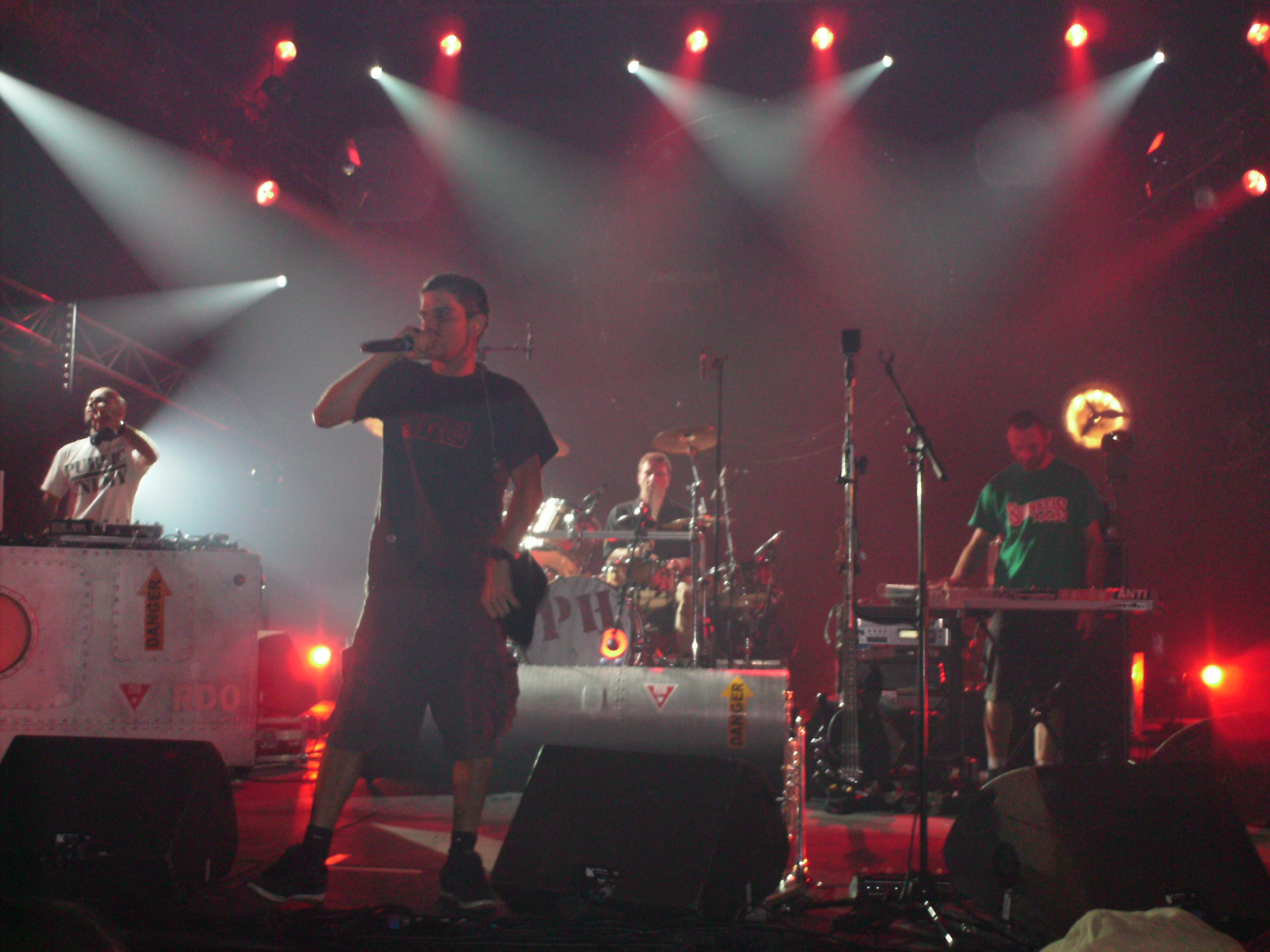
Dj Pee, JC 001, Psychostick e, Spagg.
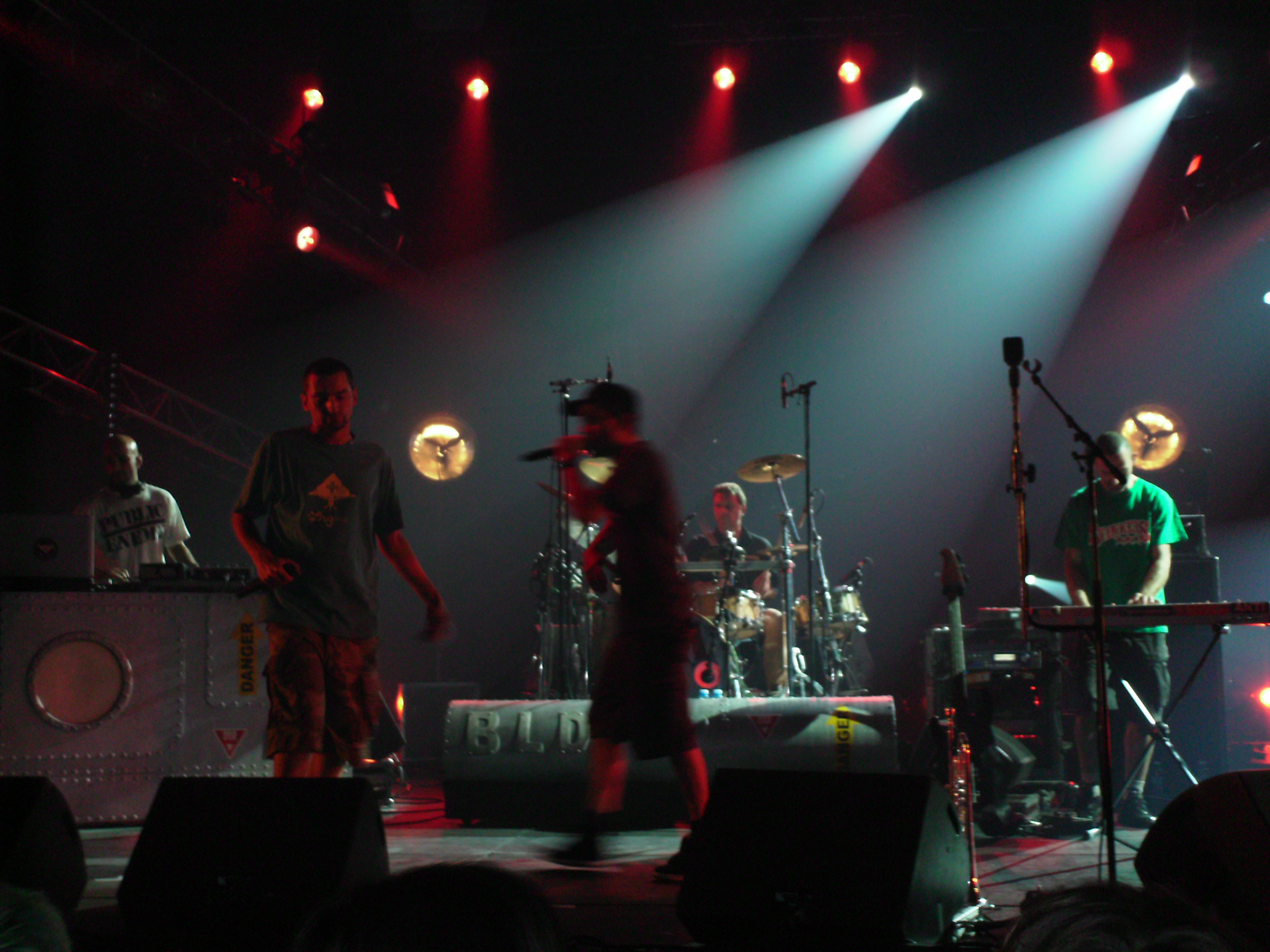
Dj Pee, N'Zeng, JC 001, Psychostick en Spagg.